# توماس هال (سياسي)
توماس هال (بالإنجليزية: Thomas Hall)‏ هو سياسي أمريكي، ولد في 6 يونيو 1869 في مقاطعة كيويناو في الولايات المتحدة، وتوفي في 4 ديسمبر 1958 في بيسمارك في الولايات المتحدة. حزبياً، نشط في North Dakota Republican Party ‏ والحزب الجمهوري. وقد انتخب عضو مجلس النواب الأمريكي.